# 朝来駅
朝来駅（あっそえき）は、和歌山県西牟婁郡上富田町朝来にある、西日本旅客鉄道（JR西日本）紀勢本線（きのくに線）の駅である。同線では冷水浦駅、芳養駅と並んで難読駅として知られている。
上富田町の中心部付近に位置し、町内唯一の駅である。特急は全列車通過する。ごく一部は運転停車する。

## 歴史
- 1933年（昭和8年）12月20日：国鉄紀勢西線の紀伊田辺駅から紀伊富田駅までの延伸に伴い開業する[1]。
- 1948年（昭和23年）6月1日：戦災のため、駅舎を改築する[3]。
- 1959年（昭和34年）7月15日：現在の紀勢本線が全通、紀勢本線所属となる[1]。
- 1985年（昭和60年）3月14日：荷物扱い廃止[4]。
- 1986年（昭和61年）
  - 1月1日：貨物の取り扱いを廃止[4]。
  - 3月3日：駅員無配置駅となる[2]。
- 1987年（昭和62年）4月1日：国鉄分割民営化に伴い、西日本旅客鉄道（JR西日本）の駅となる[1][4]。
- 2021年（令和3年）3月13日：ICカード「ICOCA」の利用が可能となる[5]。

## 駅構造
島式ホーム1面2線を有する地上駅。線路東側新宮寄りに駅舎があり、駅舎とホームは構内踏切が結ぶ。なおこの構内踏切には遮断機がついている。
古くからの駅舎が残り、改札口付近には近距離（大人1,690円区間まで）の乗車券を販売する簡易型自動券売機が設置されている。JR職員が常勤していない無人駅（紀伊田辺駅管理）となっているが、駅舎が社会福祉法人のデイサービスセンターとして利用されている。2021年3月13日よりICOCAが利用可能になっている。

### のりば
| のりば | 路線       | 行先                 |
| ------ | ---------- | -------------------- |
| 1      | きのくに線 | 周参見・新宮方面     |
| 2      | きのくに線 | 紀伊田辺・和歌山方面 |

- 上表の路線名は旅客案内上の名称（愛称）で表記している。

## 利用状況
近年の1日平均乗車人員は以下の通り。
| 年度   | 1日平均 乗車人員 |
| ------ | ---------------- |
| 1998年 | 355              |
| 1999年 | 314              |
| 2000年 | 270              |
| 2001年 | 245              |
| 2002年 | 211              |
| 2003年 | 207              |
| 2004年 | 214              |
| 2005年 | 211              |
| 2006年 | 221              |
| 2007年 | 226              |
| 2008年 | 278              |
| 2009年 | 280              |
| 2010年 | 266              |
| 2011年 | 265              |
| 2012年 | 267              |
| 2013年 | 305              |
| 2014年 | 288              |
| 2015年 | 280              |
| 2016年 | 260              |
| 2017年 | 256              |
| 2018年 | 256              |
| 2019年 | 224              |
| 2020年 | 227              |
| 2021年 | 205              |
| 2022年 | 183              |

## 駅周辺
駅付近には熊野街道（国道42号）と朝来街道（国道311号）が通っており、朝来はこの二つの分岐点として古来より栄えていた。また、短いながらも駅前商店街が形成されている。
- 国道42号
- 国道311号
- 上富田町役場
- 和歌山県立熊野高等学校
- 上富田町立上富田中学校
- 上富田町立朝来小学校
- 上富田郵便局
- JA紀南朝来支所
- スーパーセンターオークワ 上富田店
- JA紀南Aコープ紀南APIA店
- ザ・ダイソー JA紀南Aコープアピア店
- 業務スーパー朝来駅前店
- ファッションセンターしまむら上富田店
- 紀伊塗屋城跡

## 隣の駅
西日本旅客鉄道（JR西日本）
 きのくに線（紀勢本線）
白浜駅 - 朝来駅 - 紀伊新庄駅